# Litle Spannsholmen
Litle Spannsholmen ou Søre Spannsholmen est une île norvégienne du comté de Hordaland appartenant administrativement à Bømlo.

## Description
Rocheuse et couverte d'arbres, elle s'étend sur environ 412 m de longueur pour une largeur approximative de 133 m. 